# 松村雄二
松村 雄二（まつむら ゆうじ、1943年- 2021年4月23日）は、日本の国文学者、国文学研究資料館名誉教授。

## 人物・来歴
東京生まれ。開成高校卒、東京大学文学部国文科卒、同大学院国語国文学博士課程満期退学後、東京都立大泉高等学校、共立女子短期大学勤務をへて、国文学研究資料館教授。2009年定年退任、名誉教授となる。中世日本文学専攻。2021年4月23日死去。叙正五位、瑞宝小綬章追贈。

## 著書
- 『百人一首 定家とカルタの文学史』(セミナー「原典を読む」 平凡社, 1995.9
- 『『とはずがたり』のなかの中世 ある尼僧の自叙伝』(原典講読セミナー 臨川書店, 1999.6
- 『辞世の歌』(コレクション日本歌人選 笠間書院, 2011.4
- 『西行歌私註』青簡舎, 2013
- 『酒の歌 旅人から塚本邦雄まで、酒杯がそれぞれの歌をうたう』コレクション日本歌人選　笠間書院, 2019

### 共編著
- 『日本文芸史 表現の流れ 第3巻　中世』古橋信孝・林達也共編 河出書房新社, 1987.6
- 『校注とはずがたり』編(新典社校注叢書 1990
- 『戦後和歌研究者列伝 うたに魅せられた人びと』田中登共責任編集. 笠間書院, 2006